# Theogonia
Theogonia (grčki: "Rođenje bogova") deveti je studijski album grčkog ekstremnog metal sastava Rotting Christ. Album je bio objavljen 22. siječnja 2007. godine. Prvo je glazbeno izdanje skupine koje je objavila izdavačka kuća Season of Mist te ujedno i prvi album na kojem je svirao novopridruženi gitarist Giorgos Bokos (znan kao član grupe Nightfall).
Posebno izdanje albuma sadržava DVD sa snimkama s turneje iz 2005. i 2006. godine, kada je sastav nastupao u Italiji, Rusiji i Brazilu, dokumentarni film o nastanku albuma i glazbeni spot za pjesmu "Keravnos Kivernitos". Glazbeni spot je također napravljen i za pjesmu "Enuma Elish".
Godine 2007. album Theogonia osvaja nagradu Metal Storma za najbolji black metal album godine.

## Popis pjesama
Tekstovi i glazba: Sakis Tolis. 
| 1.    | »Χάος Γένετο (The Sign of Prime Creation)« | 3:20 |
| 2.    | »Keravnos Kivernitos«                      | 4:41 |
| 3.    | »Nemecic«                                  | 4:16 |
| 4.    | »Enuma Elish«                              | 4:39 |
| 5.    | »Phobos' Synagogue«                        | 4:31 |
| 6.    | »Gaia Tellus«                              | 4:39 |
| 7.    | »Rege Diabolicus«                          | 2:52 |
| 8.    | »He, the Aethyr«                           | 4:34 |
| 9.    | »Helios Hyperion«                          | 3:50 |
| 10.   | »Threnody«                                 | 5:19 |
| 42:47 |                                            |      |

## Zasluge
| Rotting Christ - Sakis Tolis – vokali, gitara, klavijature, tekstovi, produkcija, miksanje, mastering - Andreas Lagios – bas-gitara - Themis Tolis – bubnjevi Dodatni glazbenici - Christos Antoniou - aranžman zbora - Magia - vokali (na pjesmi "Nemecic") - Giorgos Bokos - solo gitara (na pjesmi "Helios Hyperion") | Ostalo osoblje - Seth - fotografija - Aris Christou - inženjer zvuka, miksanje - Jérôme Cros - omot albuma, dizajn |